# Fantasma de Amor
Fantasma d'amore (bra/prt: Fantasma de Amor) é um filme teuto-franco-italiano de 1981, dos gêneros drama, suspense e terror, dirigido por Dino Risi, com roteiro de Bernardino Zapponi e do próprio Risi baseado no romance homônimo de Mino Milani.

## Sinopse
homem reencontra uma antiga namorada num ônibus e reacendem uma paixão, mas eventos estranhos começam a surgir ao protagonista.

## Elenco e personagens
- Romy Schneider: Anna Brigatti Zighi
- Marcello Mastroianni: Nino Monti
- Eva Maria Meineke: Teresa Monti
- Wolfgang Preiss: Conde Zighi
- Michael Kroecher: Don Gaspare
- Paolo Baroni: Ressi
- Victoria Zinny: Loredana
- Giampiero Becherelli: Prof. Arnaldi
- Ester Carloni
- Riccardo Parisio Perrotti
- Raf Baldassarre: Luciano
- Maria Simona Peruzzi
- Liliana Pacinotti
- Adriana Giuffrè
- Julian Beck